# Olivier Hermine
Olivier Hermine est professeur d'hématologie à l’université Paris Descartes, chef du service d’hématologie et immunologie de l’hôpital Hôpital Necker-Enfants malades, membre de the LYmphoma Study Association (LYSA) et de the LYmphoma Academic ResearCh organisation (LYSARC) et directeur de l’équipe CALYM « Mécanismes cellulaires et moléculaires des désordres hématologiques et implications thérapeutiques » à l’Institut des maladies génétiques Imagine. Il est également coordonnateur du Centre de référence des mastocytoses (CeReMast).
Il est président du conseil scientifique de la société AB Science qu'il a contribué à créer. Il est également cofondateur de la société Inathéris en 2009.
En avril 2020, il a été chargé par l'AP-HP de coordonner une étude baptisée CORIMUNO-19 qui teste de nouveaux traitements du COVID-19. À la suite de publications jugées prématurées sur l'intérêt du Tocilizumab, le comité de suivi de CORIMUNO-19 démissionne un mois plus tard.

## Distinctions
En 2011, la Fondation Guillaumat-Piel lui attribue son prix pour ses travaux de recherche sur les maladies infantiles, sur les maladies du sang ou ostéo-articulaires.
En 2012, il reçoit le Grand Prix de la Fondation de France.
En 2014, il reçoit le Prix ÉTANCELIN (5.500 €) de l'Académie des Sciences.
Il a été élu à l'Académie des sciences le 5 décembre 2017.
Il est ceinture noire de judo. Il a amené le champion olympique Teddy Riner auprès de ses jeunes patients de l'hôpital Hôpital Necker-Enfants malades en 2012.